# Gyula Babos
Gyula Babos (Boedapest, 26 juni 1949 - aldaar, 12 april 2018) was een Hongaarse jazzgitarist.

## Biografie
Babos was lid van de groepen Kex, Rákfogó en Saturnus en won in 1966 de jazzcompetitie van de Hongaarse radio. Vanaf 1977 gaf hij gitaarles aan de Franz Liszt Muziekacademie, hij heeft hier meerdere generaties Hongaarse gitaristen opgeleid. In de jaren 90 gaf hij enkele grote concerten. In Petöfi Csarnok in Boedapest trad hij op met Victor Bailey, Terri Lyne Carrington, György Jinda en Béla Szakcsi Lakatos, tevens gaf hij een concert met Frank Zappa, voor 50.000 toeschouwers.
In 1997 richtte hij Babos Romani Project op, waarmee hij in 1998 het album Once upon a time… (Egyszer volt…) opnam. Datzelfde jaar nam hij drie albums met de groep Take Four (Aladár Pege, Rudolf Tomsics en Imre Kőszegi) op, in 2001 maakte hij opnames met Herbie Mann.
In 2004 verscheen het album Seventy-five Minutes (75 perc), opgenomen met Trilok Gurtu. In 2005 richtte hij Babos Project Special op, waarin Róbert Szakcsi Lakatos, Öcsi Patai, Viktor Hárs, László Balogh en zangeres Mónika Veress actief waren. Met deze groep nam hij in 2006 de plaat Variations op.
Babos kreeg in 2003 de Gábor Szabó-award en in 2005 werd hij vereerd met de Orde van de Hongaarse Republiek.

## Discografie
- Kinn és benn, 1989
- Blue Victory, 1996
- Egyszer volt…, 1998
- Gyula Babos / Peter Dando / Peter Gritz –  Saturnus-Csigahazak, 1999 (Hungaroton)
- 75 perc, 2004
- Variations, 2006
- Rapsodia, 2010
- Balance, 2014